# شكر أباد (تشناران)
شكر أباد (بالفارسية: شکرآباد) هي قرية تقع في قسم تشناران الريفي (مقاطعة تشناران) في إيران. يقدر عدد سكانها بـ 19 نسمة .